# Acilglicerone-fosfato reduttasi
La acilglicerone-fosfato reduttasi è un enzima appartenente alla classe delle ossidoreduttasi, che catalizza la seguente reazione:
1-palmitoilglicerolo 3-fosfato + NADP+ ⇄ palmitoilglicerone fosfato + NADPH + H+
L'enzima utilizza anche l'alchilglicerone 3-fosfato e l'alchilglicerolo 3-fosfato.